# Univerzita Mikuláše Kusánského
Univerzita Mikuláše Kusánského (italsky Università degli Studi Niccolò Cusano) sídlí v italském městě Řím. Byla založena v roce 2006 Stefanem Bandechim. V roce 2012 měla univerzita téměř 10.107 studentů na čtyřech fakultách..

## Fakulty
- Právnická fakulta
- Filozofická fakulta
- Provozně ekonomická fakulta
- Politologická fakulta

## Rektoři
- Sebastiano Scarcella (2006–2010)
- Giovanni Puoti (2010–současnost)